# Campionato ungherese di calcio a 5 2007-2008
La Nemzeti Bajnokság I 2007-2008 è stata la 16ª edizione della massima serie del campionato ungherese di calcio a 5. Organizzata dalla MLSZ, si è svolta dal 7 settembre 2007 al 28 aprile 2008, prolungandosi fino al 26 maggio con la disputa dei play-off.

## Stagione regolare

### Classifica
|                     | Pos. | Squadra         | Pt | G  | V  | N | P  | GF  | GS  | DR   |
| ------------------- | ---- | --------------- | -- | -- | -- | - | -- | --- | --- | ---- |
| Ungheria (bandiera) | 1.   | MVFC            | 54 | 22 | 16 | 6 | 0  | 95  | 45  | +50  |
|                     | 2.   | Rubeola         | 44 | 22 | 14 | 2 | 6  | 121 | 92  | +29  |
|                     | 3.   | Szentesi VSC    | 42 | 22 | 13 | 3 | 6  | 101 | 81  | +20  |
|                     | 4.   | Győri FC        | 41 | 22 | 12 | 5 | 5  | 112 | 74  | +38  |
|                     | 5.   | Aramis          | 37 | 22 | 11 | 4 | 7  | 89  | 67  | +22  |
|                     | 6.   | Cső-Montage BFC | 36 | 22 | 10 | 6 | 6  | 92  | 73  | +19  |
|                     | 7.   | Első Beton      | 30 | 22 | 9  | 3 | 10 | 99  | 78  | +21  |
|                     | 8.   | Gödöllő         | 29 | 22 | 9  | 2 | 11 | 80  | 100 | -20  |
|                     | 9.   | Ferencváros     | 24 | 22 | 7  | 3 | 12 | 91  | 113 | - 22 |
|                     | 10.  | Arrabona        | 18 | 22 | 5  | 3 | 14 | 93  | 123 | -30  |
|                     | 11.  | Sirokkó         | 10 | 22 | 3  | 1 | 18 | 62  | 140 | -78  |
|                     | 12.  | Újbuda          | 5  | 22 | 3  | 2 | 17 | 76  | 125 | -49  |

### Verdetti
- MVFC campione d'Ungheria 2007-08 e qualificato alla Coppa UEFA 2008-09.
- Sirokkó e Újbuda retrocessi in Nemzeti Bajnokság II 2008-09.
- Első Beton e Győri Futsal Club non iscritti alla Nemzeti Bajnokság I 2008-09.

## Play-off

### Semifinali
|              | Risultato     |              | Data          |
| ------------ | ------------- | ------------ | ------------- |
| MVFC         | 0-0 (7-6 dtr) | Győri FC     | 5 maggio 2008 |
| Győri FC     | 1-4           | MVFC         | 8 maggio 2008 |
|              |               |              |               |
| Rubeola      | 6-0           | Szentesi VSC | 5 maggio 2008 |
| Szentesi VSC | 0-9           | Rubeola      | 8 maggio 2008 |

### Finale 3º posto
|              | Risultato |          | Data           |
| ------------ | --------- | -------- | -------------- |
| Szentesi VSC | 3-2       | Győri FC | 19 maggio 2008 |

### Finale
|         | Risultato |         | Data           |
| ------- | --------- | ------- | -------------- |
| MVFC    | 4-2       | Rubeola | 19 maggio 2008 |
| Rubeola | 3-5       | MVFC    | 22 maggio 2008 |
| MVFC    | 7-3       | Rubeola | 26 maggio 2008 |